# Ponte Marechal Carmona
A Ponte Marechal Carmona é uma ponte em Portugal, junto a Vila Franca de Xira, inaugurada a 30 de dezembro de 1951 e foi a primeira ponte a ligar as duas margens do Rio Tejo na região de Lisboa. Após a abertura da Ponte 25 de Abril, mais de metade do tráfego da Ponte Marechal Carmona caiu. Atualmente, o nome da ponte, dado em homenagem a um dos Presidente da República Portuguesa da ditadura, Óscar Carmona, tem estado envolto em polémica, tendo surgido várias propostas de mudança do nome.
A Ponte tem 1224 metros de comprimento com um tabuleiro central de 524 metros dividido em cinco vãos de 104 metros e é a única que faz a travessia sobre o rio Tejo que é de travessia gratuita em ambos os sentidos.

## História
Data de 1924 o primeiro pedido oficial do Município de Vila Franca de Xira para a construção de uma ponte sobre o Tejo junto a esta Cidade, situada sensivelmente entre Santarém e Lisboa e ponto de confluência de algumas estradas que estabelecem a ligação entre o Norte e o Sul. Estas circunstâncias levaram o Ministério das Obras Públicas, por intermédio da Junta Autónoma de Estradas a dar começo ao estudo sobre o problema.
No intuito de pressionar as autoridades para a construção da ponte foi publicado um primeiro artigo no jornal regional Vida Ribatejana, escrito pelo Sr. António Lúcio Baptista, digno vilafranquense que, como presidente do Município e director desse jornal, marcou uma posição relevante no assunto.
A campanha prosseguiu, ainda nesse jornal e, também, com a intervenção do ilustre vilafranquense Sr. José Van-Zeller Pereira Palha, que nunca mais deixou de lutar por tão grande melhoramento e mais ainda quando ocupou a presidência da Câmara.
O facto de José Van-Zeller Pereira Palha ser amigo íntimo de Salazar por certo muito ajudou ao bom entendimento demonstrado na altura entre o Governo e os interessados em tão grande obra. Assim, para além da sua deslocação pessoal ao possível espaço por onde iria  passar a nova ponte, deslocaram-se também por sua influência os ministros das obras  públicas  Engenheiro Duarte Pacheco, extremamente  conhecido e reconhecido neste  domínio, e  os  Engenheiros Cancela de Abreu e José Frederico Ulrich, este o ministro que mais se dedicou à realização de tal obra.
O Engenheiro Duarte Pacheco afirmou na altura a uma das comissões que se deslocou ao Ministério das Obras Públicas a pedir que fizessem a obra que a ponte seria construída, tendo afirmado também, depois de alguém ter sugerido a ideia do Estado conceder a sua construção e exploração a uma empresa particular que isso não era possível, que ao Estado é que competia construí-la, não havendo, portanto, portagens a pagar, pois ela seria a ligação da estrada de Leste com a do Sul, no Cabo.
Assim deu-se início à fase de estudo e concurso, já que depois da morte do ministro Duarte Pacheco, os engenheiros que ficaram à frente do projecto, Cancela de Abreu e José Frederico Ulrich, eram de opinião contrária à do falecido ministro e a ponte acabou mesmo por ter portagem. Na fase de estudo, principiou-se pela execução de sondagens, não só para determinar as características geológicas dos terrenos do subsolo, mas também para fixar o local mais conveniente à construção da ponte.
Elaborou-se o projecto que serviu de base ao concurso público para a adjudicação da obra, realizado em 29 de Janeiro de 1948. Foram apresentadas diversas propostas que variavam no seu valor entre 111.202.764$00 e 241.618.011$00, havendo concorrentes que apresentaram várias soluções para a realização da obra. Depois de estudadas, foi decidido atribuir ao grupo Sociedade de Empreitadas e Trabalhos Hidráulicos, Lda. e Norman Long & Co., Ltd. a adjudicação da obra em Abril de 1948, que prometia concluir a obra no prazo de 1000 dias pelo preço (incluindo acessos) de 130.000.000$00 — a maior e mais custosa empreitada até à altura adjudicada pelo Estado.
Aquando da construção fez-se na margem direita um complexo nó de ligação à então EN 1, hoje EN 10 e ao que seria, anos mais tarde, a Auto-Estrada Lisboa-Carregado para a qual já havia projectos.
Foi talvez este o mais importante motivo para construir em Vila Franca a travessia do Tejo, para além de, mesmo se a ponte sobre o rio fosse construída em Lisboa, não asseguraria de forma eficaz o trânsito entre as duas margens, principalmente para quem queria apenas deslocar-se no sentido Sul-Norte ou Norte-Sul sem passar pela Capital, até mesmo porque o facto de atravessar o rio em Vila Franca traduzir-se-ia numa poupança de quilómetros. Vila Franca de Xira tornou-se assim o principal ponto de passagem de e para além-Tejo, para mais que ainda não havia em Lisboa qualquer passagem entre margens sem ser de barco.
Foi inaugurada em 30 de Dezembro de 1951 por Craveiro Lopes e Salazar que se deslocaram numa carruagem Landau de 5 vidros, actualmente no Museu de carros de cavalos.

## Características
Tem 1224m de comprimento com um tabuleiro central de 524m dividido em cinco vãos de 104m.